# Túnel de Arufe
El túnel de Arufe es una infraestructura ferroviaria, que permitía el tránsito de las composiciones ferroviarias entre Rossas, y Sortes en la freguesia de Rebordainhos, en Portugal, formando parte del tramo norte de la Línea del Túa.

## Características
El túnel, pese a no estar la línea en servicio desde 1992 sigue siendo el mayor túnel de esta travesía ferroviaria.